# Athis inca
Athis inca is een vlinder uit de familie Castniidae. De wetenschappelijke naam van de soort is, als Castnia inca, voor het eerst geldig gepubliceerd in 1854 door Francis Walker. De soort werd in 1995 door Lamas in het geslacht Athis geplaatst. De synoniemen en ondersoorten in dit artikel zijn volgens Lamas (1995).
De soort komt voor in het Neotropisch gebied van Costa Rica tot Mexico.

## Ondersoorten
- Athis inca inca
  - = Castnia inca hondurana Strand, 1913
- Athis inca briareus (Houlbert, 1917)
  - = Castnia briareus Houlbert, 1917
- Athis inca dincadu (J.Y.Miller, 1972)
  - = Castnia inca dincadu J.Y.Miller, 1972
- Athis inca orizabensis (Strand, 1913)
  - = Castnia clitarcha orizabensis Strand, 1913
  - = Castnia inca Herrich-Schäffer, 1856 non Castnia inca Walker, 1854